# Andrei Muntean
Andrei Vasile Muntean (n. 30 ianuarie 1993, Sibiu, România) este un gimnast român.

## Carieră
Și-a început cariera în gimnastică artistică cu antrenorii Ciprian Baiaș și Carmen Roșianu la orașul natal. S-a transferat la Bistrița când a fost selecționat la lotul olimpic de juniori. În anul 2009 a fost laureat cu argint la sol și cu bronz pe echipe la Festivalul Olimpic al Tineretului European de la Tampere. În anul 2010 a devenit primul campion olimpic de tineret din România după ce a câștigat aurul la inele la Jocurile Olimpice de Tineret 2010. S-a clasat și pe locul 2 la paralele. A câștigat medalia de aur la paralele la Europenele pentru juniori de la Birmingham, primul titlu continental pentru România din 2002.
În 2011 s-a alăturat lotului de seniori din București, iar în 2014 a luat primul său titlu național la individual compus. În anul următor, s-a clasat pe locul 3 la inele la Cupa Mondială de la Doha.
În 2016, Federația Română de Gimnastică i-a atribuit locul cotă rezervat României în cadrul Jocurile Olimpice din 2016 de la Rio de Janeiro. A participat la calificări la toate aparatele, calificându-se în finală la paralele. A obținut nota 15,600 în finală cu un exercițiu sigur și s-a clasat pe locul 6.

## Legături externe
Materiale media legate de Andrei Muntean (gimnast) la Wikimedia Commons
- en  Prezentare[nefuncțională]
 la Federația internațională de gimnastică
- Andrei Muntean la Comitetul Olimpic și Sportiv Român (arhivat)
- en Andrei Muntean la Olympedia.org